# Il cielo è sempre più blu
Il cielo è sempre più blu è un film del 1996 diretto da Antonello Grimaldi.
Trae il titolo dall'omonima canzone del cantautore crotonese Rino Gaetano.

## Trama
Nel film si narrano in modo sparso trenta brevi ma incisive vicende umane che hanno luogo nella capitale italiana nel giro di sole ventiquattr'ore, ed incarnate da più di 58 attori, tutti già mediamente affermati. L'occhio dello spettatore salta di continuo fra una storia e l'altra tramite più di 130 scene parlate, trovandosi alla fine di fronte al ritratto quasi tetro di un'Italia socialmente distrutta.

## Produzione
Il film è stato girato a Roma nel 1995 ed è uscito nelle sale italiane il 2 febbraio dell'anno successivo.